# Смелтертаун (Колорадо)
Смелтертаун (енгл. Smeltertown) насељено је место без административног статуса у америчкој савезној држави Колорадо.

## Демографија
По попису из 2010. године број становника је 120.
| Група             | 2000.    | 2010.      |
| Белци             | 0 (0,0%) | 99 (82,5%) |
| Афроамериканци    | 0 (0,0%) | 0 (0,0%)   |
| Азијати           | 0 (0,0%) | 1 (0,8%)   |
| Хиспаноамериканци | 0 (0,0%) | 19 (15,8%) |
| Укупно            | 0        | 120        |